# Al servizio di chi mi vuole
Al servizio di chi mi vuole è un romanzo di Giorgio Scerbanenco pubblicato postumo nel 1970.

## Trama
Ulisse Ursini ha trascorso tre anni nell'esercito. La sua famiglia è il corpo dei paracadutisti, a Pisa.
La sua passione per le giovani ragazze, che sistematicamente seduce ed abbandona, ha creato qualche problema alla gerarchia militare.
La sua richiesta di ferma volontaria viene respinta con un pretesto.
Ora Ulisse è solo. Nessuno lo aspetta a casa, in Friuli. Nulla lo lega al passato ad eccezione di una valigia e di una Luger, ricordo del padre.
Ulisse torna a Milano per recuperare la valigia e l'arma, presso la vedova Biraghi che ha ospitato lui ed il padre qualche anno prima.
Il giovane decide di non voler adattarsi ad una vita borghese ed attende un'occasione.
L'avventura si presenta quasi per caso. Ulisse visita una casa d'appuntamenti e qui conosce una ragazza che lo mette in contatto con un'organizzazione particolare.
Senza esitazione il giovane si ritrova in Florida, arruolato come sergente nell'MCL (Movimento Cuba Libera), un fantomatico gruppo paramilitare che vuole 'liberare' Cuba da Fidel Castro.
Per dare vita all'impresa è necessario armarsi. Il piano è quello di impadronirsi di un deposito di armi dell'esercito americano, Fort Marianna, svuotare l'arsenale e trasportarlo a Pensacola per imbarcarlo su un cargo diretto verso acque internazionali.
Ulisse viene paracadutato all'interno di Fort Marianna e cogliendo di sorpresa la piccola guarnigione riesce far aprire il portone blindato, ma ovviamente, a quel punto, iniziano le complicazioni.

## Edizioni
- Al servizio di chi mi vuole, Collana Suspense! n.21, Milano, Longanesi, 1970. - Collana Elefanti, Milano, Garzanti, 1999, ISBN 978-88-116-6869-5.
- Al servizio di chi mi vuole, Collana Elefanti Narrativa, Milano, Garzanti, 2007,  pp. 287, cap. 7, ISBN 978-88-11-66869-5. - Prefazione di Andrea G. Pinketts, Collana Elefanti Bestseller, 2017, ISBN 978-88-116-7386-6.